# نويل كلارك
نويل كلارك (بالإنجليزية: Noel Clarke)‏ مواليد 6 ديسمبر 1975 في لندن، هو ممثل ومخرج ومنتج وكاتب سيناريو إنجليزي بدأ مسيرته الفنية عام 1999. كما أنه من الفائزين بجائزة بافتا.

## الأعمال
- متروسكشوال
- دكتور هو
- الحلقة الأضعف
- ستار تريك إلى الظلام
- ذا أنومالي

## وصلات خارجية
- نويل كلارك على موقع IMDb (الإنجليزية)
- نويل كلارك على موقع ألو سيني (الفرنسية)
- نويل كلارك على موقع ميوزك برينز (الإنجليزية)
- نويل كلارك على موقع أول موفي (الإنجليزية)
- نويل كلارك على موقع قاعدة بيانات الأفلام السويدية (السويدية)
- نويل كلارك على موقع إن إن دي بي (الإنجليزية)
- نويل كلارك على موقع ديسكوغز (الإنجليزية)
- نويل كلارك على موقع قاعدة بيانات الفيلم (الإنجليزية)
- نويل كلارك على موقع كينوبويسك (الروسية)